# 董毓新
董毓新（1926年2月—2018年5月25日），男，辽宁铁岭人，中国水利水电工程专家，大连理工大学教授、博士生导师。